# Le Pornographe (film, 2001)
Pour les articles homonymes, voir Le Pornographe.
Pour plus de détails, voir Fiche technique et Distribution.
Le Pornographe est un film franco-canadien réalisé par Bertrand Bonello, sorti en 2001.
Ce film comporte des actes sexuels non simulés[réf. nécessaire].

## Synopsis
Jacques Laurent, un réalisateur de films pornographiques oublié et vieillissant, est contraint de reprendre son activité à la suite de difficultés financières. 
Il va retrouver son fils Joseph avec qui il s'est brouillé quelques années auparavant lorsque ce dernier a découvert quels étaient réellement les films de son père.

## Fiche technique
- Titre : Le Pornographe
- Réalisation : Bertrand Bonello
- Scénario : Bertrand Bonello
- Directeur de la photographie : Josée Deshaies
- Montage : Fabrice Rouaud
- Musique : Bertrand Bonello et Laurie Markovitch
- Productrice : Carole Scotta
- Coproducteurs : Simon Arnal, Caroline Benjo, Bruno Jobin
- Producteurs exécutifs : Stéphane Choquette et Barbara Letellier
- Format  : 35 mm
- Genre : drame
- Durée : 108 minutes (1 h 48)
- Dates de sortie :  
  - Canada : 8 septembre 2001 (Festival international du film de Toronto)
  - France : 3 octobre 2001
  - États-Unis : octobre 2001 (Festival international du film de Chicago)

- Film interdit aux moins de 16 ans lors de sa sortie en France

## Distribution
- Jean-Pierre Léaud : Jacques Laurent
- Jérémie Renier : Joseph
- Dominique Blanc : Jeanne
- Catherine Mouchet : Olivia Rochet
- Thibault de Montalembert : Richard
- André Marcon : Louis
- Ovidie : Jenny
- Laurent Lucas : Carles
- Alice Houri : Monika
- Titof : Franck
- Guillaume Verdier
- Richaud Valls
- Thomas Salsmann
- Ksandra : la hardeuse asiatique
- HPG : un hardeur

## Distinctions
- Grand prix de la semaine de la critique au Festival de Cannes 2001.
- Prix FIPRESCI du Festival de Cannes, sélection parallèle, 2001.